# Haplogeotrupes guatemalensis
Haplogeotrupes guatemalensis es una especie de coleóptero de la familia Geotrupidae. La especie fue descrita científicamente por Bates en 1887.

## Subespecies
- Haplogeotrupes guatemalensis guatemalensis (Bates, 1887)
- Haplogeotrupes guatemalensis tridentatus (Howden, 1974)
- Haplogeotrupes guatemalensis unidentatus (Howden, 1974)

## Distribución geográfica
Habita en América Central.